# Widok perspektywiczny

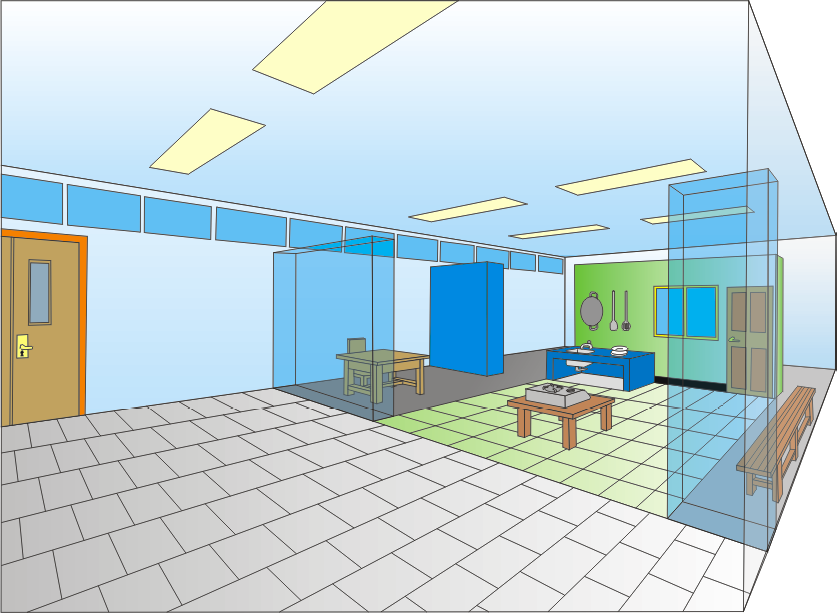
Widok perspektywiczny pokoju. W celu większej przejrzystości część ścian ukazana jako przezroczysta.

Widok perspektywiczny – forma przedstawienia architektonicznego rozwiązania projektowego przy pomocy rzutu perspektywicznego.

## Zastosowania
Widoki perspektywiczne stosuje się w architekturze ogólnej, jak również przy projektowaniu krajobrazu, wnętrz oraz we wzornictwie przemysłowym (np. przy projektowaniu pojazdów).
W przeciwieństwie do stosowanych w dokumentacji technicznej rzutów prostopadłych (rzuty kondygnacji, przekroje, widoki elewacji itp.), widoki perspektywiczne stanowią jedynie przedstawienia poglądowe i nie podlegają zasadom rysunku technicznego. Widok perspektywiczny daje lepsze wyobrażenie o istocie projektu niż rzuty równoległe i przekroje. Opracowanie widoku perspektywicznego przybliża obserwatorowi rysunku wrażenie przebywania w projektowanym miejscu lub oglądania projektowanego przedmiotu.
Widoki perspektywiczne stosuje się w różnych etapach inwestycji:
- Komunikacja między członkami zespołu projektowego — W postaci szkiców perspektywicznych (często wykonywanych z pomocą komputera) służą projektantowi do sprawdzenia, czy wywoływane przez projekt wrażenie odpowiada założeniom. Podobnie bywa on wykorzystywany w komunikacji między członkami zespołu projektowego.
- Komunikacja z innymi aktorami procesu inwestycyjnego — Bardziej dopracowane przedstawienia służą jako pomoc w dyskusji z inwestorem. Pochodzi on zazwyczaj spoza branży budowlanej i nie potrafi odczytywać rzutów prostopadłych oraz zrozumieć skutków przedstawionych na nich rozwiązań dla przestrzeni, estetyki itp. Niekiedy w zakresie konkursów architektonicznych wymaga się sporządzenia widoków perspektywicznych, podczas gdy w niektórych przypadkach jest to jednoznacznie zakazane przez warunki konkursu.
- Publiczna prezentacja — Widok perspektywiczny stosuje się także w komunikacji między uczestnikami procesu budowlanego (lub wytwórczego) z opinią publiczną. Przykładowo widoki perspektywiczne często zdobią parkan ograniczający teren inwestycji, tablicę informacyjną czy informacje prasowe. Ponadto stosuje się je w reklamie.

## Metoda kreślenia
Widok ten wykonuje się za pomocą tzw. perspektywy wykreślnej – równoległej lub ukośnej. Do wykonania rysunku niezbędne jest przygotowanie siatki kwadratów, którą wykreśla się w odpowiedniej perspektywie i żadnej skali dostosowanej do rzutu z góry na którego podstawie powstanie perspektywa. Taką samą siatkę nakłada się na rzut z góry. Następnie przenosi wszystkie szczegóły z planu na przygotowaną siatkę pomocniczą i konstruuje widok perspektywiczny korzystając z przyjętych dla siatki pomocniczej dwóch punktów zbiegu. Kąt zawarty pomiędzy tymi punktami rozmieszczonymi symetrycznie do obserwatora powinien wynosić 90 stopni. Odległość ziemi horyzontu od linii podstawy rysunku decyduje o wysokości, z jakiej oglądany jest teren będący tematem konstruowanego widoku. Wszystkim elementom nadaje się żądaną zgodnie z przyjętą skalą wysokość. Głębię rysunku uzyskuje się przez coraz subtelniejsze przedstawianie tych elementów, które znajdują się dalej od obserwatora.
W rysunkach tworzonych w celach prezentacyjnych od XIX w. stosuje się technikę collage'u, poprzez łączenie z rysunkiem sfotografowanego kontekstu budowlanego i krajobrazowego, a także postaci ludzkich, pojazdów, roślinności itp.
Współcześnie do kreślenia widoków perspektywicznych przeważnie stosuje się narzędzia CAD, dzięki którym możliwe jest uzyskanie niemalże fotorealistycznego efektu w stosunkowo krótkim czasie.